# Брезє-при-Гросуплєм
Брезє-при-Гросуплєм (словен. Brezje pri Grosupljem) — поселення в общині Гросуплє, Осреднєсловенський регіон, Словенія. Висота над рівнем моря: 335,9 м.